# 대화고등학교 (경기)
대화고등학교(大化高等學校)는 대한민국 경기도 고양시 일산서구 대화동에 있는 공립 고등학교이다.

## 학교 연혁
- 2012년 1월 2일 : 경기도립설립조례 통과(36학급 인가)
- 2012년 2월 10일 : 校舍 준공
- 2012년 3월 1일 : 초대 최동수 교장 취임
- 2012년 3월 5일 : 제1회 입학식(12학급 447명)
- 2015년 2월 11일 : 제1회 졸업식(418명)
- 2021년 3월 1일 : 제4대 함미자 교장 취임
- 2024년 1월 5일 : 제10회 졸업식(11학급 251명)
- 2024년 3월 4일 : 제13회 입학식(11학급 289명)

## 참고 자료
- 대화고등학교 - 한국교육학술정보원 학교알리미